# 37.º Prêmio Angelo Agostini
O 37.º Prêmio Angelo Agostini (também chamado Troféu Angelo Agostini) foi um evento organizado pela Associação dos Quadrinhistas e Caricaturistas do Estado de São Paulo (ACQ-ESP) com o propósito de premiar os melhores lançamentos brasileiros de quadrinhos de 2020 em diferentes categorias.

## História
Devido à pandemia de COVID-19, a edição anterior do evento, que deveria ter ocorrido em 2020, foi realizada em janeiro de 2021. Esse problema se manteve nesta edição, que é focada na produção de quadrinhos de 2020, mas que teve sua votação, em caráter de emergência, realizada no início de 2022. Ainda assim, formalmente, este edição é considerada como sendo a de 2021.
Os indicados em cada categoria, definidos pela comissão organizadora do prêmio, foram divulgados no dia 15 de fevereiro no blog oficial da AQC-ESP. A votação popular (aberta para profissionais, jornalistas, leitores e quaisquer interessados) começou no mesmo dia, sendo realizada até 6 de março.
A divulgação dos vencedores ocorreu em 17 de março, tendo destaque a presença de mulheres entre os vencedores de sete das 11 categorias do prêmio, quebrando o recorde ocorrido em 2019, quando seis categorias premiaram mulheres. A cerimônia de entrega de troféus foi realizada de forma virtual em 27 de março, no canal oficial da AQC-ESP no YouTube.

## Prêmios
| Categoria                              | Vencedor(es)                                                              | Outros indicados |
| -------------------------------------- | ------------------------------------------------------------------------- | --- |
| Mestre do Quadrinho Nacional           | Anita Costa Prado                                                         | Eleitos pela comissão organizadora |
| Mestre do Quadrinho Nacional           | Edgar Franco                                                              | Eleitos pela comissão organizadora |
| Mestre do Quadrinho Nacional           | Edgar Vasques                                                             | Eleitos pela comissão organizadora |
| Mestre do Quadrinho Nacional           | Renato Aroeira                                                            | Eleitos pela comissão organizadora |
| Desenhista                             | Laura Athayde Aconteceu Comigo: Histórias de Mulheres Reais em Quadrinhos | - Abel (Apagão: Fruto Proibido) - André Bernardino (Aquarela) - Cristina Eiko (Penadinho: Lar) - Ernani Cousandier (As Aventuras de Fabrício Bomtempo: O Anel Cardinale) - Fábio Lyra (Menina Infinito: Depois de Horas) - José Aguiar (CWB) - Kris Zullo (Província Negra) - Marcel Bartholo (Canil) - Mary Cagnin (Bittersweet) |
| Roteirista                             | Mary Cagnin Bittersweet                                                   | - André Bernardino (Aquarela) - Fábio Lyra (Menina Infinito: Depois de Horas) - Jean Galvão (Vó) - José Aguiar (CWB) - Pablo Casado (Mayara & Annabelle: Hora Extra) - Paulo Back (Turma da Mônica) - Paulo Crumbim (Penadinho: Lar) - Raphael Fernandes (Apagão: Fruto Proibido) - Vitor Cafaggi (Valente Por Você) |
| Lançamento                             | Apagão: Fruto Proibido Raphael Fernandes, Abel e Fabi Marques (Draco)     | - A Alma Que Caiu do Corpo (André Toral / Veneta) - As Aventuras de Fabrício Bomtempo: O Anel Cardinale (Christian David e Ernani Cousandier / Physalis) - Canil (Rodrigo Ramos e Marcel Bartholo / Carniça) - Clássicos Brasileiros em HQ: Senhora (Luiz Antonio Aguiar e Shiko / Ática) - Mayara & Annabelle: Hora Extra (Pablo Casado e Talles Rodrigues / Fictícia) - Os Faroleiros e Outros Contos de Monteiro Lobato (Laudo Ferreira / Editora do Brasil) - Província Negra (Kaled Kambour e Kris Zullo / Gabaju) - Sob a Luz do Arco-Íris (Mário César Oliveira, org. / Skript) - Valente Por Você (Vitor Cafaggi / Panini) |
| Troféu Jayme Cortez                    | Revista Mina de HQ                                                        | - Associação de Pesquisadores em Arte Sequencial (ASPAS) - Bienal de Quadrinhos de Curitiba On-line - Feira Miolo(s) On-line - FIQ em Casa - Narrativas Periféricas - Prêmio Le Blanc - Quarentena Con - Revista Expressa - Revista Plaf |
| Fanzine                                | Peibê nº 7 Fanzinoteca IFF Macaé                                          | - AAAHHrte nº 20 (Agner Nyhyhwhw) - Deziro nº 0 (Manoel Dama) - E daí? (Guilherme Silveira) - Errare Humanum Est Zine (Mestre dos Magros - Gabriel Mira) - Gibilândia nº 7 (Roberto Guedes) - Múltiplo nº 50 (André Carim) - QI nº 165 (Edgard Guimarães) - Tchê nº 44 (Denilson Reis) |
| Cartunista, chargista ou caricaturista | Nando Motta                                                               | - Bira Dantas - Fernandes - Flavio Soares (Short Cuts) - Gilmar Machado - Jota Camelo - Macanudo Santiago - Renato Aroeira - Rodrigo Brum - Synnove |
| Lançamento independente                | Quarentena em Quadrinhos Rose Araujo                                      | - Ajuricaba (Ademar Vieira e Jucylande Júnior) - Bittersweet (Mary Cagnin) - CWB (José Aguiar) - Deimos e Phobos (Talessa K) - Diário da Maromba (Caio Oliveira) - D.I.V.A.S. Brasileiras (Guilherme Smee e Eduardo Ribas) - Gibi de Menininha Apresenta: Patrícia (Germana Viana) - Menina Infinito: Depois de Horas (Fábio Lyra) - Vó (Jean Galvão) |
| Web quadrinho                          | Téo & o Mini Mundo Caetano Cury                                           | - As Tiras de Pietro Soldi (Pietro Soldi) - Como Fazer Amigos e Enfrentar Alienígenas (Gustavo Borges e Eric Peleias) - Confinada (Leandro Assis e Triscila Oliveira) - Defeito de Fábrica (Rafa Figueiredo) - Juquinha: O Solitário Acidente da Matéria (Max Andrade) - Morte Crens (Gustavo Borges) - Na Mira da Lena (Luciano Freitas) - Raposa & Gengibre (Letícia Pusti) - Travessia (Rapha Pinheiro) |
| Colorista                              | Fabi Marques Apagão: Fruto Proibido                                       | - Carlos Hollanda (Psicopompo) - Camilo Solano (Cascão: Temporal) - Douglas Lopes (Existe Outro Caminho: A Primeira Geração do Rap Nacional) - José Aguiar (CWB) - Malika Dahil (Fronteira) - Omar Viñole (META: Departamento de Crimes Metalinguísticos) - Paulo Crumbim (Penadinho: Lar) - Priscilla Tramontano (Funny Creek) - Vitor Flynn (Aquarela) |
| Lançamento infantil                    | Jeremias: Alma Rafael Calça e Jefferson Costa (Panini)                    | - Boa Sorte (Helena Cunha / independente) - Cascão: Temporal (Camilo Solano / Panini) - Emília: 100 Anos (Carol Pimentel, org. / Skript) - Fronteira (José Luiz, Eunuquis Aguiar e Malika Dahil / Dois Traços) - Inimigo Invisível (Coletivo O Corre / independente) - Penadinho: Lar (Paulo Crumbim e Cristina Eiko / Panini) - Ritos de Passagem: Quando Éramos Irmãos (Lucas Marques / AVEC) - Sublime (Marcio R. Garcia / Inverso) - Três É Demais (João Marcos / Abacatte) |